# Хольст, Ханс Петер
Ханс Петер Хольст (дат. Hans Peter Holst; 1811—1893) — датский поэт, писатель, журналист, редактор и переводчик.

## Биография
Ханс Петер Хольст родился 22 октября 1811 года в столице Дании городе Копенгагене.
С 1836 по 1861 год работал преподавателем в кадетском академии.
В 1868 году основал журнал «For Romantik og Historie». На протяжении нескольких лет редактировал издание «Berlingske».
Из его произведений наиболее известны: «Gioacchino» (драма), «Sizilaniske Skizzer», «Den lille Hornblaeser» (патриотическое стихотворение) и «Fra min Ungdom».
Его произведения неоднократно ставились в Королевском театре Дании.
Ханс Петер Хольст умер 2 июня 1893 года.

## Избранная библиография
- Fædrenelandske Romancer (1832)
- Digtninger (1833)
- Noveller (1834)
- Digte (1840)
- Farvel (1840)
- Ude og hjemme (1843)
- Gioacchino (1844)
- Albert Thorwaldsen (1844)
- Adam Œhlenschlæger (1850)
- Den litle Hornblæser (1851)
- Sicilianske Skizzer og Noveller (1853)